# Moron (Berg)
Der Moron ist ein 1337 m ü. M. hoher Bergrücken mit Aussichtsturm im Schweizer Jura. Der Gipfel liegt auf dem Boden der Berner Gemeinde Malleray, rund 7 km westsüdwestlich von Moutier. Der Name geht ursprünglich auf die lateinische Bezeichnung mons rotundus (runder Berg) zurück.

## Geographie
Der Höhenrücken des Moron erstreckt sich über eine Länge von ungefähr 12 km in West-Ost-Richtung gemäss der allgemeinen Faltenstruktur des Juras in dieser Region. Im Mittel ist er rund 2 bis 3 km breit. Begrenzt wird die Höhe des Moron im Süden durch das Talbecken des Vallée de Tavannes, im Westen durch die Moorniederung von La Sagne bei Bellelay, im Norden durch das sogenannte Petit Val, eine Längsmulde, die von der Sorne und dem Ruisseau de Tchaibez entwässert wird, und im Osten vom Grand Val, dem Becken von Moutier.
Die steilen Flanken des Moron sind mit dichten Buchen- und Tannenwäldern bestanden. Auf dem meist 0.5 bis 1 km breiten Kammbereich gibt es ausgedehnte Jurahochweiden sowie mehrere Bergbauernhöfe. Das Weideland wird durch die charakteristischen Trockenmauern eingegrenzt.

## Geologie
In strukturgeologischer Hinsicht bildet der Moron eine Antiklinale des Faltenjuras. Diese Antiklinale, die infolge einer Überschiebung im westlichen Teil relativ breit ist, wird gegen Osten zusehends schmaler und fällt gegen das Becken von Moutier hin ein. Die anstehenden kompetenten Gesteinsschichten der oberen Jurazeit (Malm) sind an verschiedenen Orten aufgeschlossen. Besonders an der nördlichen Flanke des Moron konnten die Kalkschichten durch Erosion angegriffen und teilweise abgetragen werden, wodurch hier mehrere Combes entstanden.

## Galerie

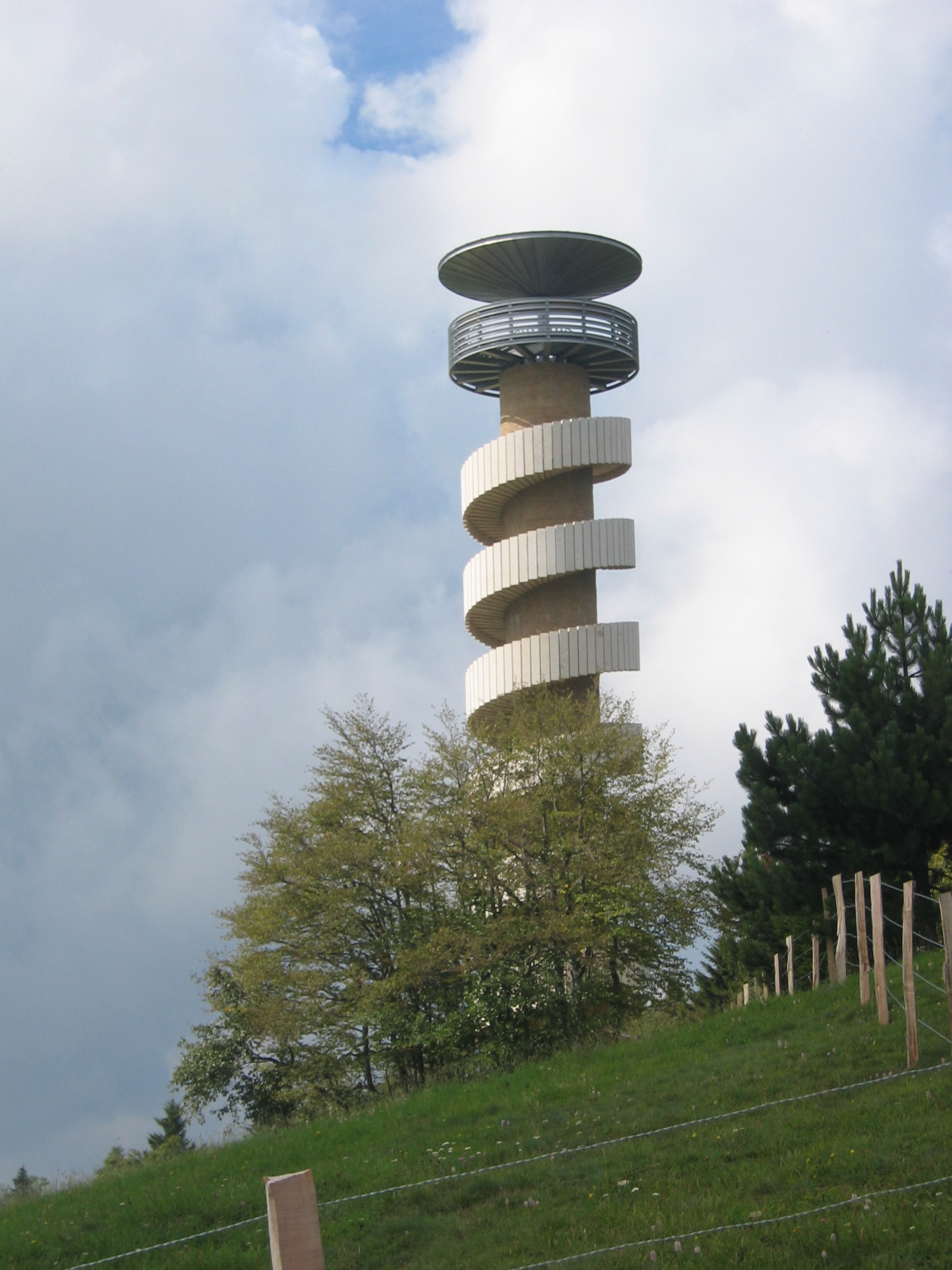
Aussichtsturm (2004)
Aussicht vom Moronturm in Richtung Alpen

## Aussichtsturm
Seit 2004 steht auf dem Berg der Tour de Moron, ein Aussichtsturm, der von Mario Botta entworfen und unter anderem von 600 bis 700 Lehrlingen erbaut wurde.
In der Nacht vom 21. auf den 22. Mai 2022 brachen 13 Stufen der Aussentreppe ab. Dutzende weitere Stufen stürzten in der Nacht vom 21. auf den 22. Juni in die Tiefe.